# Opostega diplardis
Opostega diplardis là một loài bướm đêm thuộc họ Opostegidae. Nó được Edward Meyrick miêu tả năm 1912. Nó được tìm thấy ở Transvaal in Nam Phi.
Con trưởng thành bay vào tháng 1.